# Sant'Agabio

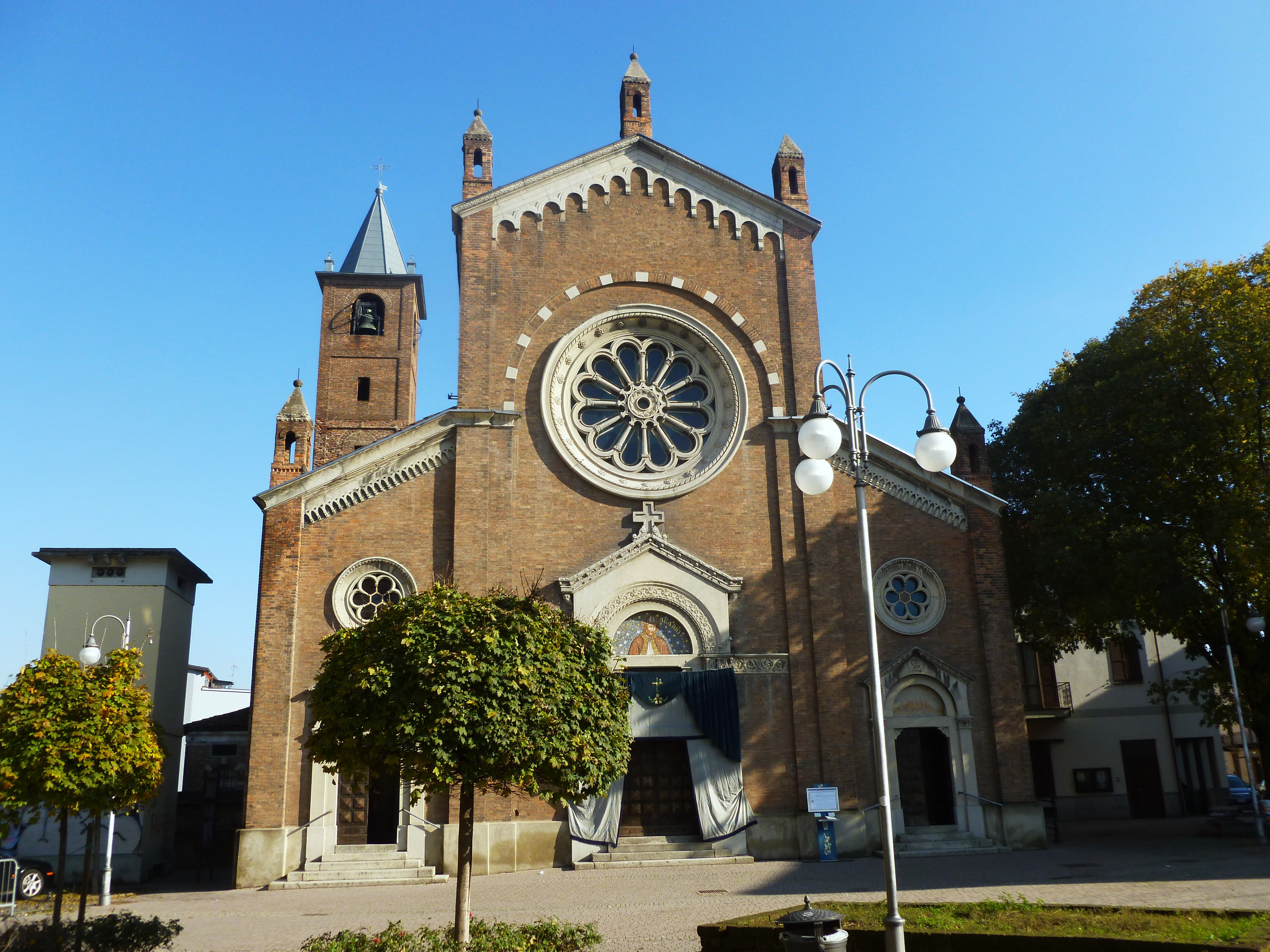
Chiesa di Sant'Agabio

Sant'Agabio (Sant Agabi in dialetto novarese) è un quartiere di 12.877 abitanti di Novara, di origini antichissime e prende il nome dal borgo che esisteva in passato appena fuori dalle mura cittadine.
Il suo nome è dovuto alla presenza della chiesa dedicata a Sant'Agabio, il secondo vescovo di Novara che succedette a San Gaudenzio.

## Caratteristiche

### Viabilità
Il quartiere è posto ad est rispetto al centro cittadino ed è attraversato principalmente da due importanti arterie che conducono verso Milano e verso Varese: Corso Milano (SS 11) e Corso Trieste (SS 341), che si congiungono in corrispondenza dell'inizio del cavalcavia di porta Milano, principale via di comunicazione con il centro della città insieme al cavalcavia di viale XXV Aprile.

### Geografia
La zona centrale del quartiere è attraversata dal Canale Quintino Sella, che origina poco più a nord dal Canale Cavour, mentre la zona est (verso Trecate) è attraversata dal torrente Terdoppio.

## Popolazione
La popolazione residente al 31 dicembre 2015 è di 12.860 persone, di cui 6.634 maschi e 6.226 femmine. Di questi, la popolazione straniera residente è di 3.463 persone (26,9% della popolazione totale) di cui 1.939 maschi e 1.524 femmine.